# Цифровое правосудие
Цифровое правосудие — форма правоприменительной деятельности судебной власти по осуществлению конституционного, гражданского, административного и уголовного судопроизводства с применением информационно-коммуникационных технологий и систем, в том числе, единого информационного пространства судов, программных средств автоматизации судебного делопроизводства (подачи, обработки и сканирования поступающих в суды документов, формирования электронных дел и электронного архива судебных дел, онлайн-заседаний, искусственного интеллекта и т. д.), обеспечения доступа к информации о деятельности судов в электронном виде, а также создания единых баз данных судебных дел.

## Понятие цифрового правосудия
Развитию цифрового правосудия в России предшествовал этап становления электронного правосудия. Так, В.М. Лебедев в своем докладе на Совещании судей судов общей юрисдикции и арбитражных судов Российской Федерации (11 февраля 2020), указал на принятие по инициативе Президента РФ и Верховного Суда РФ 26 законов, в результате которых реформировано процессуальное законодательство, повысилась эффективность правосудия.
Электронное правосудие рассматривается как совокупность различных автоматизированных информационных систем – сервисов, предоставляющих средства для публикации судебных актов, ведения «электронного дела» и доступа сторон к материалам «электронного дела» (С.В. Романенкова). Электронное правосудие также рассматривают как способ осуществления правосудия, основанный на использовании информационных технологий (С.Ю. Шараев). Нередко категорию «электронное правосудие» раскрывают посредством перечисления и описания его отдельных элементов, отражающих открытость правосудия, электронное взаимодействие участников процесса и электронное делопроизводство в суде (). В уголовном судопроизводстве предлагается развивать электронные уголовные дела (И. И. Шереметьев). В ряде работ, под электронным правосудием понимается электронное судопроизводство, осуществляемое посредством использования технологий видео-конференц-связи в целях обеспечения участия в судебном заседании лиц, не имеющих возможности обеспечить личное присутствие (М. В. Чижов).
Раскрывая отдельные элементы электронного правосудия, под электронным правосудием также предлагается понимать деятельность судов по рассмотрению и разрешению споров, отнесенных к их компетенции, с использованием информационно-коммуникационных технологий и систем, в том числе обеспечивающих электронный документооборот, формирование электронных дел, открытый доступ в сети Интернет к информации о ходе и итогах рассмотрения судебных дел,
а также дистанционное участие лиц, участвующих в деле, в судебных заседаниях посредством обеспечения видео-конференц-связи (В. А. Лаптев, С. Ю. Чуча, Д. Р. Фейзрахманова). Приведенные позиции свидетельствуют об основе электронного правосудия – цифровых технологиях.
Термин цифровое правосудие одними из первых использовали в своих трудах В. А. Лаптев, Е. В. Бурдина и Н. И. Соловяненко.
Цифровое правосудие рассматривается в качестве нового типа организации и деятельности судебной ветви власти, основанного на электронных сетях, цифровых базах, цифровых данных и обмене ими внутри системы, с гражданами и межведомственном взаимодействии. При этом выделяются следующие признаки цифрового правосудия: применение цифровых технологий, электронная форма судопроизводства, изменение внутрисистемных и межведомственных способов документального обеспечения, дистанционная форма взаимодействия с участниками процесса и доступа к суду.

## Система и элементы цифровогоправосудияв России

### Становление цифровогоправосудия
Система цифрового правосудия способствует созданию единого цифрового пространства доверия электронной подписи как основы будущего развития электронного правосудия, в том числе единого информационного пространства судебной системы. В Концепции информационной политики судебной системы на 2020-2030 годы определены направления деятельности, позволяющие развивать цифровое правосудие, в том числе:
- распространение информационно-образовательных материалов («Электронное правосудие», «Гражданские права в суде», «Я – присяжный», и др.);
- фиксирование хода судебного заседания путем аудиопротоколирования, приобщение к материалам дела дисков, флеш-карт и иных доказательств в цифровой форме по принципу: один электронный носитель информации по каждому делу отдельно, и обеспечение их облачного хранения;
- предоставление права доступа участникам процесса к ознакомлению с материалами дела в облачном хранилище;
- развитие электронной идентификации и других средств обеспечения безопасности и достоверности электронных судебных процедур.

В юридической литературе выделяются пять этапов становления электронного (ныне - цифрового) правосудия:
1. 50–70-е гг. ХХ в. — появление и развитие концепции информатизации осуществления государственной власти, в том числе признающей в качестве доказательств документы, подготовленные с помощью электронно-вычислительной техники.
2. 80-е гг. ХХ в. — появление отдельных правовых актов, закрепляющих идеи электронного правосудия, например допустимость электронных доказательств в суде.
3. 90-е гг. ХХ в. — возникновение концепции электронного правительства, внедрение в организацию функционирования судебной власти некоторых стран отдельных элементов электронного правосудия.
4. начало XXI в. — создание первых развитых систем электронного правосудия в различных зарубежных странах (например, США, Великобритания), принятие нормативных правовых актов, определяющих правовые основы электронного правосудия (например, в Бельгии);
5. 2010-е гг. XXI века — дальнейшая разработка концепции электронного правосудия, ее конкретизация посредством принятия новых нормативных правовых актов, а также совершенствование механизмов осуществления электронного правосудия и применение искусственного интеллекта[11] в суде.

Важным актом на пути развития отечественного цифрового правосудия на современном этапе выступил Федеральный закон от 30.12.2021 № 440-ФЗ "О внесении изменений в отдельные законодательные акты Российской Федерации".

### Элементы цифровогоправосудия
- На современном этапе составными элементами цифрового правосудия выступают:
  - система автоматизации судопроизводства;
  - электронный документооборот, включая электронную подачу и обработку документов (исковых заявлений, жалоб и иных обращений), поступающих в суд в электронном виде;
  - сканирование поступающих в суд документов;
  - формирование электронных дел и архива;
  - автоматизация аналитического обеспечения деятельности судов;
  - личные кабинеты участников процесса;
  - создание технических условий для обеспечения электронного взаимодействия судов общей юрисдикции с информационными системами Генеральной прокуратуры РФ, МВД России, ФССП России, ФСИН России и других;
  - оснащение судов и системы Судебного департамента при ВС РФ программным обеспечением и ключевыми носителями для ведения электронного документооборота с применением электронной подписи.
  - онлайн заседания.
- В ближайшее время будут освоены следующие элементы цифрового правосудия:
  - создание «облачной» (cloud) вычислительной архитектуры, обеспечивающей автоматизацию судебного и общего делопроизводства[12];
  - расширение возможностей использования мобильных устройств для доступа к информационным ресурсам, программным комплексам и базам данных арбитражных судов посредством использования «облачных» технологий для судей и работников аппарата судов – мобильного правосудия;
  - создание мобильных подвижных офисов судей (специального пассажирского микроавтобуса) с применением видео-конференц-связи для проведения выездных заседаний в географически удаленных населенных пунктах страны;
  - организация входного сканирования всех поступающих в арбитражные суды документов и формирование электронных дел (пилотный проект «Электронное дело»);
  - создание электронного архива для последующего перехода на принудительное исполнение судебных актов в электронном виде;
  - интеграция судебных информационных платформ с информационными системами органов государственной власти (интеграционные шины данных);
  - создание в судах специализированных правовых электронных библиотек.

## Цифровое правосудие в зарубежных странах
Цифровое правосудие ряда зарубежных стран характеризуется применением соответствующих цифровых технологий в деятельности судебных органов.

### Казахстан
В Казахстане в силу ст. 133-1 ГПК Республики Казахстан гражданское судопроизводство ведется в бумажном или электронном формате в зависимости от избранного истцом способа обращения в суд. Изменение формы судопроизводства оформляется определением суда с учетом мнения сторон и технических возможностей ведения процесса (ч. 2 ст. 133-1). При ведении судопроизводства в электронном формате формируется электронное гражданское дело, а подлинником судебного акта является электронный судебный акт, размещенный в автоматизированной информационной системе суда (ч. 3 ст. 133-1).

### Беларусь
Электронное правосудие в Беларуси обеспечено Информационной системой Mailgov – системой защищенной электронной почты для государственных органов и организаций (СЗЭП), позволяющей государственным органам и организациям Республики Беларусь обмениваться информацией, за исключением официальных документов (документов, созданных организацией или должностным лицом в процессе осуществления их функций, оформленных и удостоверенных в установленном порядке с присвоением регистрационно-учетных сведений о документе).

### Азербайджан
Согласно ст. 10-1 ГПК Азербайджанской Республики  закреплено положение о возможности ведения судебного производства по гражданским делам и коммерческим спорам в электронном порядке через информационную систему «Электронный суд» - Единый судебный портал Азербайджанской Республики. Cистема автоматизации судебного делопроизводства подключена к государственному реестру граждан, базам данных Министерства налогов Азербайджанской Республики и операторов мобильной связи, системе мобильной электронной подписи службы ASAN imza при Государственном агентстве по обслуживанию населения и социальным инновациям при президенте Азербайджанской Республики, а также к информационным системам Министерства цифрового развития и транспорта Азербайджана.
Данные технологии позволяют выстроить интерактивную связь суда с участниками процесса на протяжении всего периода рассмотрения дела.

### Украина
В Украине действует Единая судебная информационно-телекоммуникационная система (ст. 6 Хозяйственного процессуального кодекса Украины  и ст. 14 ГПК Украины), в рамках которой функционирует Сервис «Электронный суд».
Единая судебная информационно-телекоммуникационная система обеспечивает обмен документами (отправка и получение документов) в электронной форме между судами, между судом и участниками судебного процесса, между участниками судебного процесса, а также фиксирование судебного процесса и участие участников судебного процесса в судебном заседании в режиме видеоконференции.
Сервис «Электронный суд» также позволяет заявителям оплачивать сбор в режиме онлайн, получать веб-ссылки на тексты процессуальных документов по делу, информацию о статусе поданных в суд документов в электронном виде и т.д..

### Китай
В Китае суды обеспечены Сетью раскрытия информации о судебном процессе в Китае (China Judicial Process Information Online), Сетью судебных документов (China Judgments Online), Сетью открытых судебных слушаний (China Court Trail Online) и по раскрытию информации исполнительного производства КНР. Доступ к Интернет-порталам электронного правосудия Китая возможен, в частности с помощью идентификатора WeChat ID. Реформирование судебной системы на современном этапе направлено на обеспечение «судебной открытости» и раскрытия информации о судебных процессах, а также создание «умных судов».
Интернет-правосудие в Китае разделяется на три части. Во-первых, судебный процесс, глубоко интегрированный с Интернет-технологиями (междоменное ведение дел, онлайн-платежи, электронная доставка, депонирование блокчейна, интеллектуальное продвижение дела и т.п.). Во-вторых, правила онлайн-процедур (электронного судопроизводства и доказывания). В-третьих, основные правила судейства для управления Интернетом в соответствии с законом (нормы поведения в киберпространстве, границы прав и системы ответственности) .

### Южная Корея
Становление системы электронного правосудия Южной Кореи  началось еще с 1995 года. Современная судебная сеть использует локальную сеть и межсетевое взаимодействие. Все суды, включая районные и муниципальные суды, связаны между собой маршрутизаторами, которые составляют огромную внутреннюю сеть. Для максимальной эффективности сети Министерство безопасности и государственного управления, прокуратура, банки и другие внешние учреждения подключены исключительно к системе судебной сети. Для усиления безопасности судебной сетевой системы установлены система обнаружения вторжений (IDS) и антивирусная система. Для дополнительной безопасности при подключении к внешним сетям действует виртуальная частная сеть (VPN).